# Sisyrinchium eserrulatum
Sisyrinchium eserrulatum är en irisväxtart som beskrevs av Ivan Murray Johnston. Sisyrinchium eserrulatum ingår i släktet gräsliljor, och familjen irisväxter. Inga underarter finns listade i Catalogue of Life.